# Xiaomi Redmi Note 5A
Xiaomi Redmi Note 5A та Xiaomi Redmi Note 5A Prime — смартфони компанії Xiaomi, що відносяться до лінійки смартфонів Redmi Note. Були представлені 21 серпня 2017 року. В Індії смартфони відомі як Xiaomi Redmi Y1 Lite та Xiaomi Redmi Y1.

## Дизайн
Передня панель смартфонів виконаний зі скла Corning Gorilla Glass 3, а корпус — з пластику, який має металеве покриття.
Ззаду смартфони схожі на Xiaomi Redmi 5A. Xiaomi Redmi Note 5A Prime, на відміну від Redmi Note 5A, отримав сканер відбитку пальця, що знаходиться на задній панелі.
Знизу розміщені роз'єм microUSB і сітки динаміка та мікрофона, зверху — 3,5 мм аудіороз'єм, другий мікрофон та ІЧ-порт, зліва — лоток під 2 SIM-картки і карту пам'яті формату microSD до 128 ГБ, а справа — гойдалка регулювання гучності та кнопка блокування.
Redmi Note 5A та Note 5A Prime були доступні в 4 кольорах: сірому, сріблястому, золотому та Rose Gold.

## Технічні характеристики

### Апаратне забезпечення
Xiaomi Redmi Note 5A отримав систему на кристалі Qualcomm Snapdragon 425, з 4-ядерним центральним процесором (1,4 ГГц) і графічним процесором Adreno 308, а Redmi Note 5A Prime — Snapdragon 435 з 8-ядерним центральним процесором (1,4 ГГц) і графічним процесором Adreno 505. Redmi Note 5A продавався в конфігурації 2/16 ГБ, а Redmi Note 5A Prime — 3/32 та 4/64 ГБ.
Батарея отримала об'єм 3080 мА·год.
Пристрої отримали 5,5-дюймовий дисплей типу IPS LCD з роздільною здатністю HD (1560 × 720), співвідношенням сторін 16:9 та щільністю пікселів 267 ppi.
Смартфони отримали 13-мегапіксельну основну камеру з діафрагмою f/2.2 і автофокусом. Також Redmi Note 5A отримав фронтальну камеру на 5 Мп з діафрагмою f/2.0, а Redmi Note 5A Prime — на 16 Мп з діафрагмою f/2.0 та кутом огляду 76.4°. Основна та передня камери обох моделей вміють записувати відео в роздільній здатності 1080p@30fps

### Програмне забезпечення
Смартфони були випущені на MIUI 8 на базі Android 7.1.2 Nougat і пізніше були оновлені до MIUI 11.

## Галерея

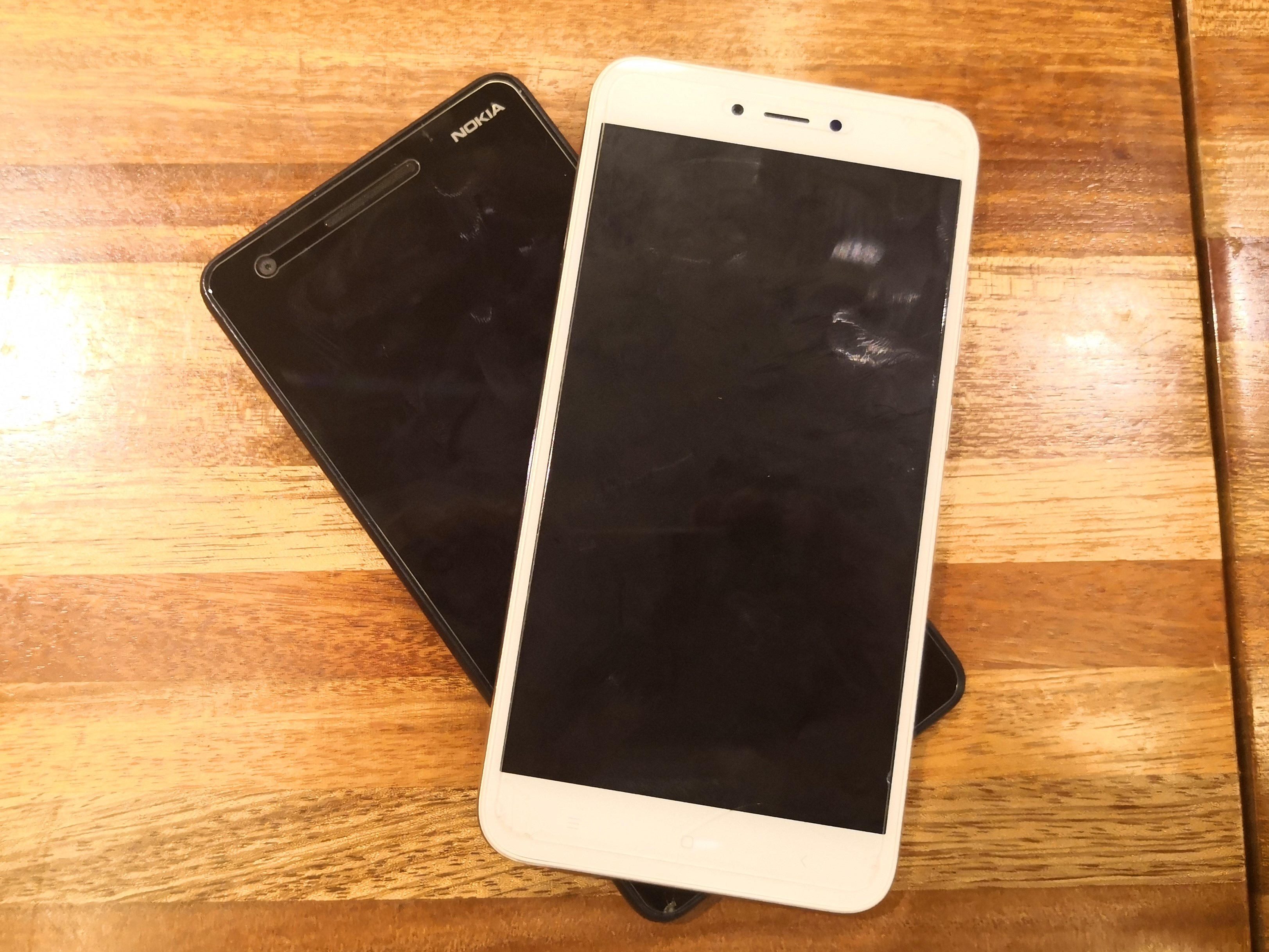
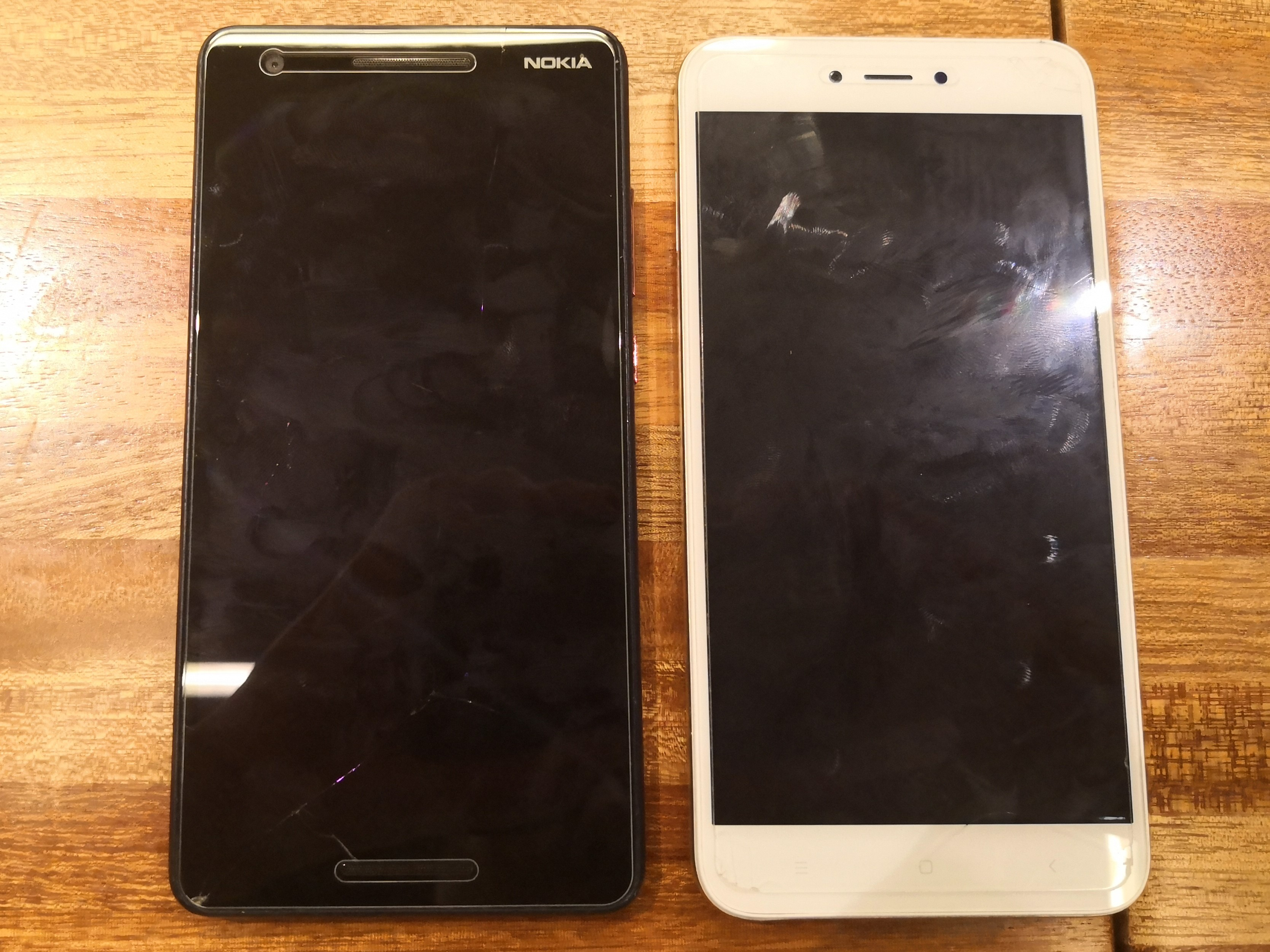
Xiaomi Redmi Note 5A (справа) та Nokia 2.1 (зліва)
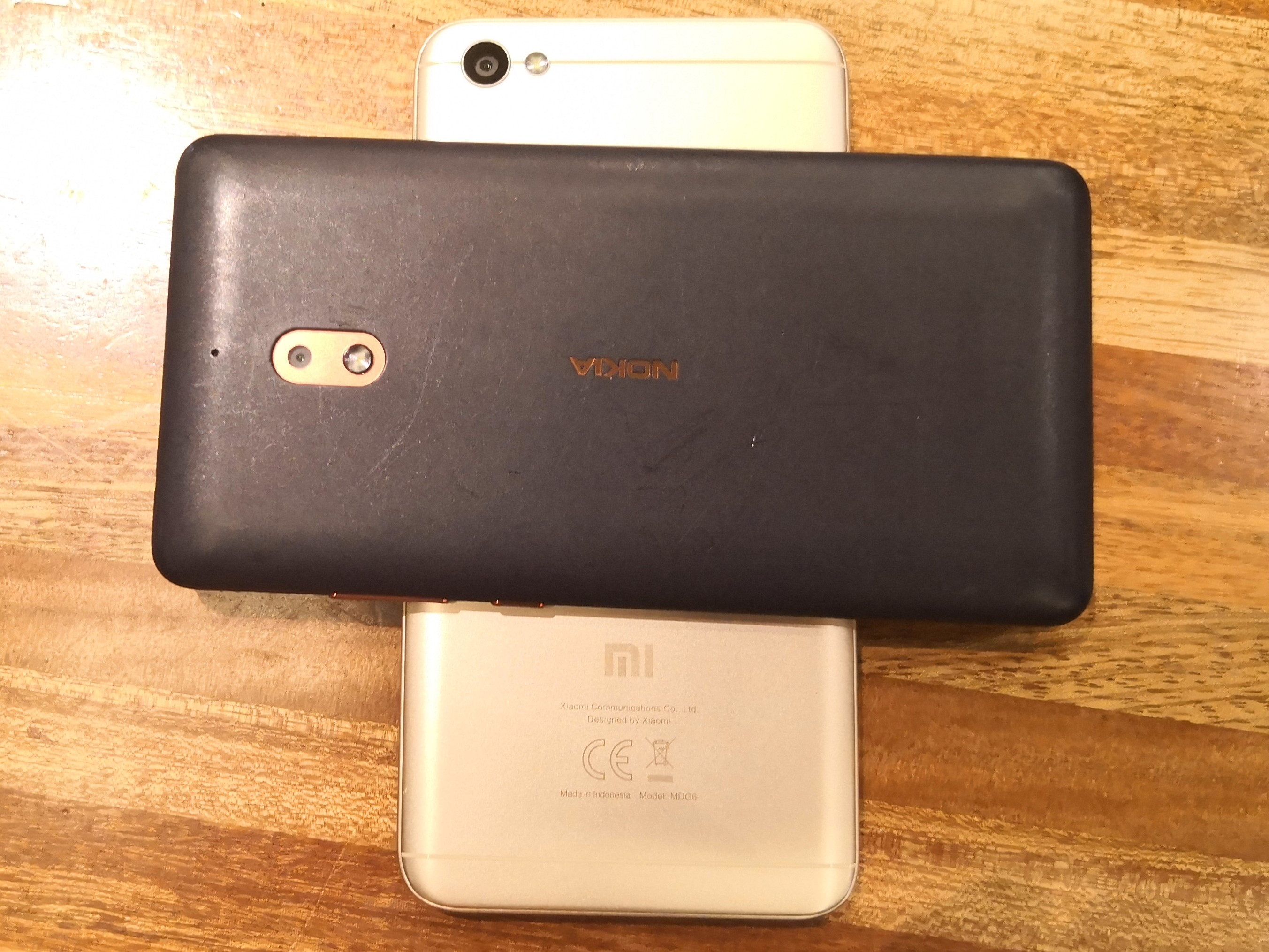
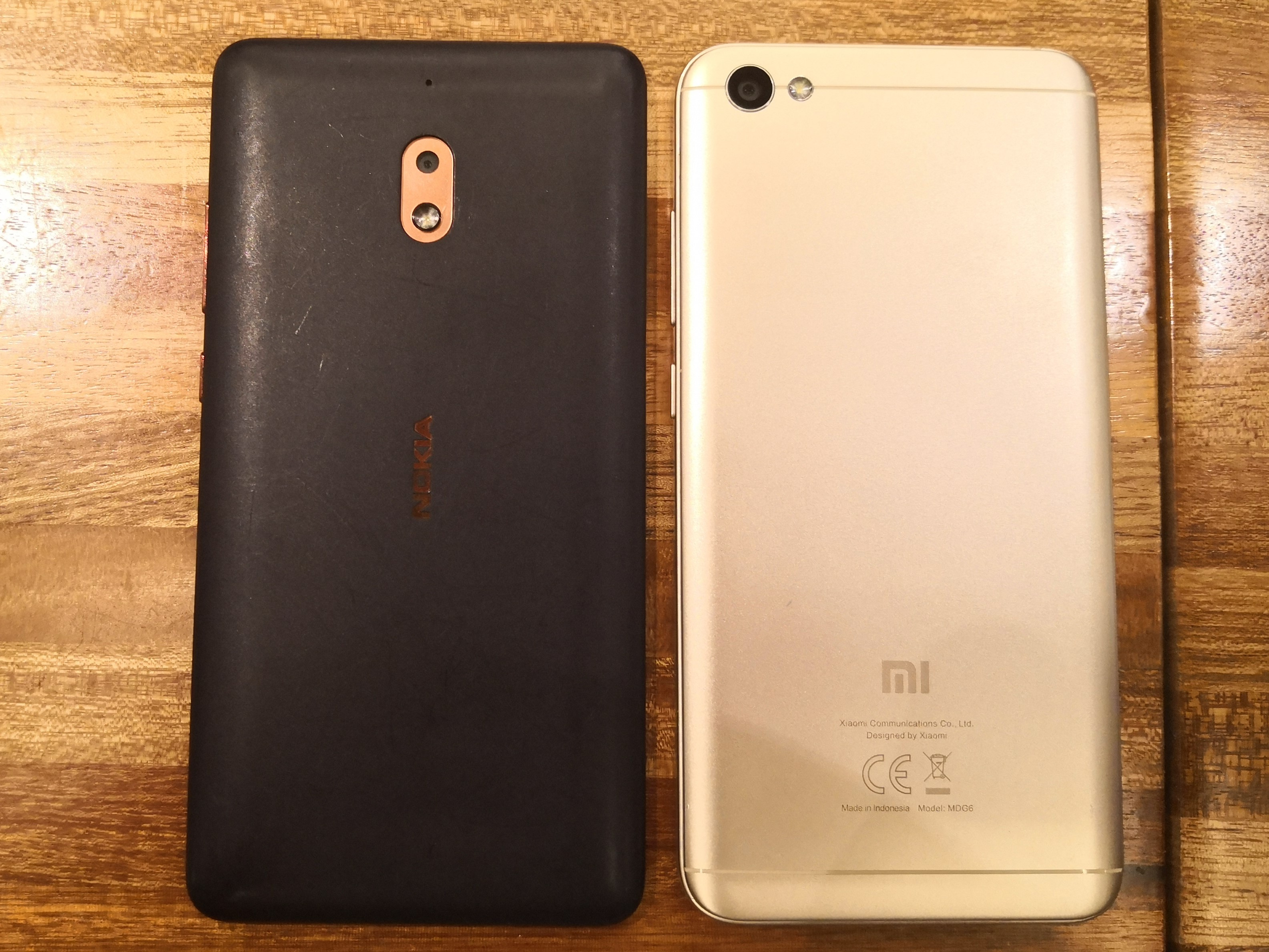
Задня панель Xiaomi Redmi Note 5A (справа) та Nokia 2.1 (зліва)
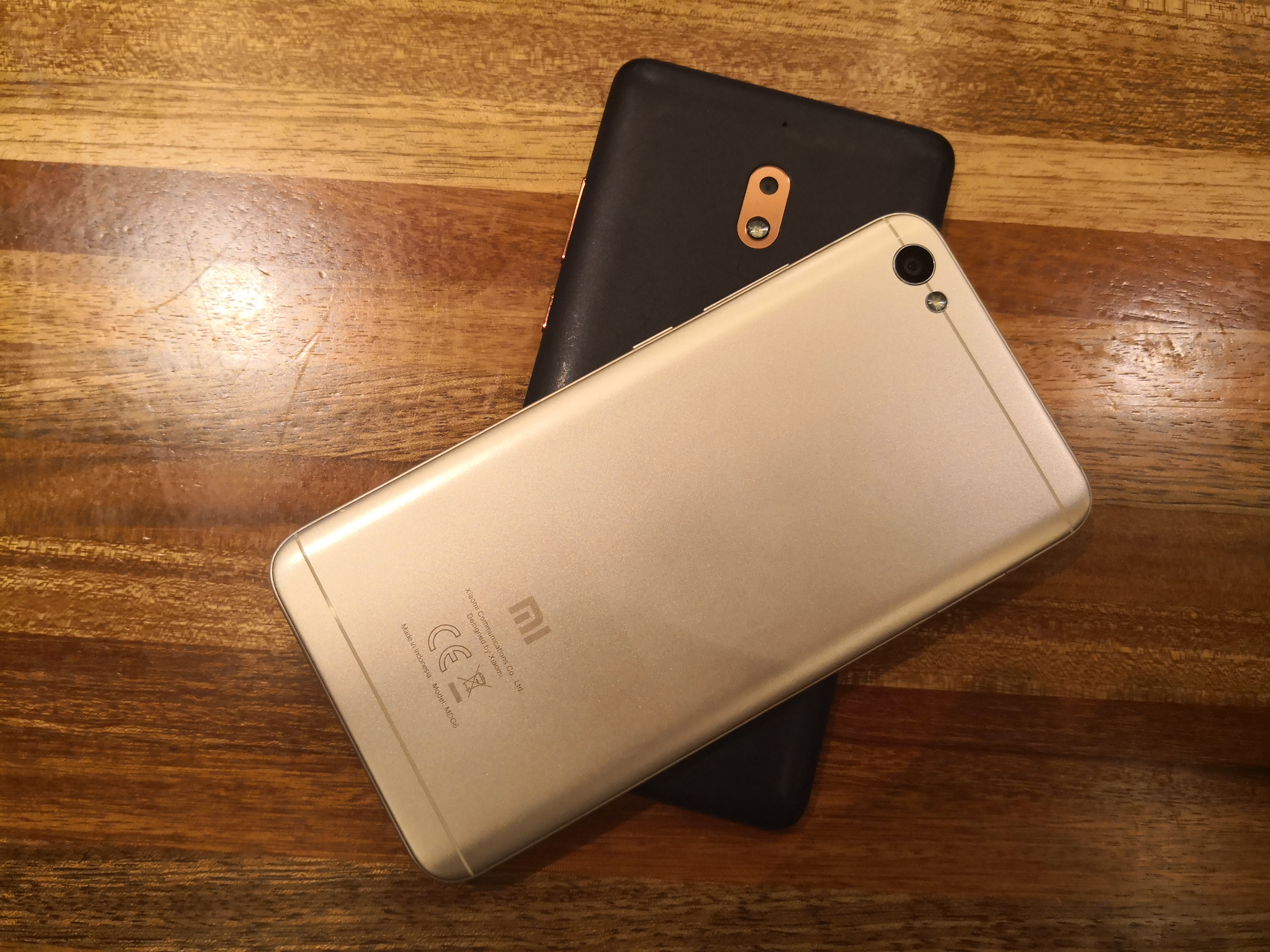